# Mille Gejl
Mille Gejl (1999. február 9. –) dán női válogatott labdarúgó középpályás.

## Pályafutása

### Klubcsapatban
A Brøndby keretének tagjaként mutatkozhatott be a dán élvonalban és első szezonjában bajnoki címet, valamint kupagyőzelmet szerzett együttesével.
2021. június 24-én honfitársával Stine Larsennel együtt a Damallsvenskanban érdekelt BK Häcken keretéhez szerződött.

### A válogatottban
2019. január 21-én, a Finnország elleni barátságos meccsen góllal mutatkozott be a nemzeti válogatottban. A Grúzia elleni Eb-selejtező mérkőzésen 2019. október 8-án, a 14. percben betalált, azonban súlyos lábszárcsont törést szenvedett.

## Statisztikái

### A válogatottban
2021. október 26-al bezárólag
| Válogatott | Szezon   | Mérk. | Gól |
| ---------- | -------- | ----- | --- |
| Dánia      |          |       |     |
| 2020       | 9        | 3     |     |
| 2021       | 4        | 2     |     |
| Összesen   | Összesen | 13    | 5   |

| Dánia színeiben szerzett góljai | Dánia színeiben szerzett góljai | Dánia színeiben szerzett góljai    | Dánia színeiben szerzett góljai | Dánia színeiben szerzett góljai | Dánia színeiben szerzett góljai | Dánia színeiben szerzett góljai | Dánia színeiben szerzett góljai |
| ------------------------------- | ------------------------------- | ---------------------------------- | ------------------------------- | ------------------------------- | ------------------------------- | ------------------------------- | ------------------------------- |
|                                 |                                 |                                    |                                 |                                 |                                 |                                 |                                 |
| Gól                             | Dátum                           | Helyszín                           | Ellenfél                        | Találat                         | Eredmény                        | Esemény                         | Forrás                          |
| 1                               | 2019. január 21.                | GSZ Stadion, Lárnaka               | Finnország                      | 1–0                             | 1–0                             | Barátságos mérkőzés             | [ 4 ]                           |
| 2                               | 2019. augusztus 29.             | Energi Viborg Arena, Viborg        | Málta                           | 6–0                             | 8–0                             | 2022-es Eb-selejtező            | [ 5 ]                           |
| 3                               | 2019. október 8.                | Borisz Paicsadze Stadion, Tbiliszi | Grúzia                          | 1–0                             | 2–0                             | 2022-es Eb-selejtező            | [ 6 ]                           |
| 4                               | 2021. szeptember 21.            | ASK Arena, Baku                    | Azerbajdzsán                    | 7–0                             | 8–0                             | 2023-as vb-selejtező            | [ 7 ]                           |
| 5                               | 2021. október 21.               | Energi Viborg Arena, Viborg        | Bosznia-Hercegovina             | 6–0                             | 8–0                             | 2023-as vb-selejtező            | [ 8 ]                           |

## Sikerei, díjai

### Klubcsapatokban
Dán bajnok (1):
- Brøndby IF (1): 2018-19

 Dán kupagyőztes (1):
- Brøndby IF (1): 2018